# Iso Rivolta Lele
Iso Rivolta Lele var en 2+2-sitsig GT-vagn som tillverkades av den italienska biltillverkaren Iso Rivolta mellan 1969 och 1974. Modellen fick sitt namn efter Piero Rivoltas hustru Lele. Precis som för Iso Grifo (men inte Iso Fidia) var karossen ritad av Bertone och likt övriga Iso-modeller drevs Lele av en V8-motor från GM (senare från Ford).